# غابرييل إم. شبيغل
غابرييل إم. شبيغل (بالإنجليزية: Gabrielle M. Spiegel)‏ هي مختصة في الدراسات القروسطية ‏ ومؤرخة أمريكية، ولدت في 20 يناير 1943 في نيويورك في الولايات المتحدة.